# Zaphne fasciculata
Zaphne fasciculata är en tvåvingeart som först beskrevs av Johann Andreas Schnabl 1915.  Zaphne fasciculata ingår i släktet Zaphne och familjen blomsterflugor. Arten är reproducerande i Sverige. Inga underarter finns listade i Catalogue of Life.